# Eupithecia exophychra
Eupithecia exophychra es una especie de polilla de la familia Geometridae. La especie fue descrita por primera vez por Harrison Gray Dyar habiendo sido descrita en 1920, con distribución en México. El holotipo de la especie fue descrita en el sector La Venta, al sur de la Ciudad de México.

## Descripción
Es una polilla de pequeño tamaño con una envergadura de 20 milímetros (0,8 plg). Es de color gris oscuro. El ala anterior cuenta con una zona terminal sombreada con un tono amarillento pálido, formando un tono oblicuo desde el ápice del ala y una mancha discal ancha y negra en el medio del ala. Las dos líneas se ven conectadas hacia adentro del ala. La línea externa muestra pequeñas rayas negras en el centro. No se ven ninguna otra línea distintiva en el ala. El ala posterior es pálida sórdida, gris a lo largo del margen interno. Esta zona gris recorre la mitad del ala en media docena de líneas onduladas. Cuenta con una línea negra terminal en ambas alas, cortada por las venas. 